# Gibbaeum hartmannianum
Gibbaeum hartmannianum är en isörtsväxtart som beskrevs av Joachim Thiede och Niesler. Gibbaeum hartmannianum ingår i släktet Gibbaeum och familjen isörtsväxter. Inga underarter finns listade i Catalogue of Life.